# Hovd (stad)
Hovd (Mongools: Ховд), ook wel Khovd of Kobdo genoemd, is de hoofdstad van de provincie Hovd in Mongolië.
Hovd ligt aan de voet van het Altajgebergte en heeft circa 30.000 inwoners (2006).
Aan de rand van de stad stroomt de Bujant Gol.
Hovd heeft een luchthaven met twee landingsbanen, waarvan één verhard. Er zijn regelmatige vluchten naar Ulaanbaatar met Aero Mongolia.
Hovd beschikt over een groot, in 2006 gerenoveerd, theater.

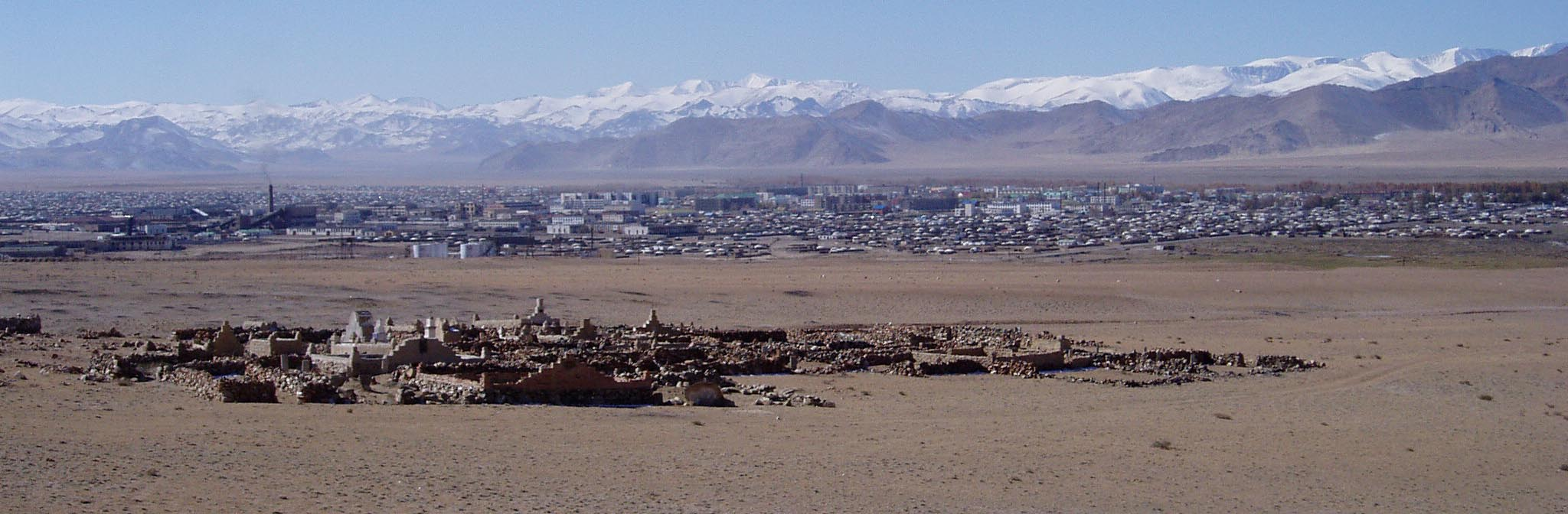
De stad Hovd.